# Zbigniew Hnatio
Zbigniew Hnatio, do roku 1971 Zbigniew Tadeusz Stachel, (18. března 1953, Krakov - 25. října 2014, Hamilton) byl polský fotbalista, záložník. 

## Fotbalová kariéra
Hrál za Wislu Krakov, Stal Stalowa Wola, Stal Mielec a Cracovia Krakov, nastoupil ve 266 ligových utkáních a dal 41 góly. Se Stalem Mielec získal v roce 1976 mistrovský titul. V Poháru mistrů evropských zemí nastoupil v 1 utkání a v Poháru UEFA nastoupil ve 12 utkáních. Za polskou reprezentaci nastoupil v roce 1976 v přátelském utkání s Řeckem.

## Ligová bilance
| Ročník                   | Zápasy | Góly | Klub              |
| ------------------------ | ------ | ---- | ----------------- |
| I Liga 1970/1971         | 2      | 0    | Wisla Krakov      |
| 2. polská liga 1973/1974 | -      | -    | Stal Stalowa Wola |
| 2. polská liga 1974/1975 | -      | -    | Stal Stalowa Wola |
| I Liga 1974/1975         | 15     | 0    | Stal Mielec       |
| I Liga 1975/1976         | 29     | 0    | Stal Mielec       |
| I Liga 1976/1977         | 26     | 1    | Stal Mielec       |
| I Liga 1977/1978         | 23     | 0    | Stal Mielec       |
| I Liga 1978/1979         | 30     | 2    | Stal Mielec       |
| I Liga 1979/1980         | 28     | 0    | Stal Mielec       |
| I Liga 1980/1981         | 27     | 0    | Stal Mielec       |
| I Liga 1981/1982         | 30     | 1    | Stal Mielec       |
| I Liga 1982/1983         | 30     | 0    | Stal Mielec       |
| I Liga 1983/1984         | 26     | 0    | Cracovia Krakov   |
| 2. polská liga 1984/1985 | 10     | 1    | Cracovia Krakov   |
| CELKEM 1. polská liga    | 266    | 4    |                   |